# Dancin' Away with My Heart (canção)
Dancin' Away With My Heart é o título de uma canção gravada pela banda americana de música country Lady Antebellum. Foi lançado em dezembro de 2011 como o terceiro single de seu terceiro álbum de estúdio Own the Night. A canção foi escrita por Hillary Scott, Charles Kelley, Dave Haywood e Josh Kear. "Dancing Away With My Heart" tornou-se a 5ª canção a liderar a parada Hot Country Songs do Estados Unidos.

## Recepção da crítica
Billy Dukes da Taste of Country deu a canção três estrelas e meia de cinco, dizendo que: "tem como objetivo bem no meio country-pop, mas deixa uma vontade de estar mais profunda". Kevin John Coyne do Country Universe deu a canção a pontuação D, escrevendo que "não é ruim o suficiente para ser ofensivo" e "isso não existe o suficiente para ser ruim".

## Videoclipe
O vídeo da música foi dirigido por Adam Boatman, foi lançado em Fevereiro de 2012.

## Performance comercial
"Dancing Away With My Heart" estreou na 57ª posição no Hot Country Songs no dia 24 de dezembro de 2011.
| Paradas                                  | Melhor posição |
| ---------------------------------------- | -------------- |
| Canadá - Canadian Hot 100                | 50             |
| Estados Unidos - Billboard Hot 100       | 46             |
| Estados Unidos - Billboard Country Songs | 1              |
| Estados Unidos - Billboard Radio Songs   | 23             |